# Harry Millership
Harry Millership, właśc. Harold Millership (ur. 29 sierpnia 1889 w Weston Rhyn, zm. 1959) – walijski piłkarz występujący na pozycji obrońcy.
Jako zawodnik Blackpool, Rotherham County i Barnsley występował w rozgrywkach Division Two.
W reprezentacji Walii zadebiutował 14 lutego 1920 w zremisowanym 2:2 meczu British Home Championship przeciwko Irlandii. W drużynie narodowej wystąpił sześciokrotnie.